# Wiseband
Wiseband es un servicio de música en línea para artistas y sellos discográficos. El servicio fue creado en 2013 en Francia.
Es una plataforma CMS que ofrece servicios “Direct to Fans” (D2F) y DIY.
La empresa da la posibilidad de distribución de contenidos de audio digitalizados en las principales plataformas de descarga y streaming, accesibles tanto para artistas de producción propia como para sellos discográficos.
Además, ofrece el servicio de merchandising lo cual permite a los artistas crear productos a la medida y si lo desean una tienda online. La empresa tiene igualmente opciones para promocionar la música en las redes sociales, Youtube, Spotify, Deezer, etc.
Entre sus clientes destacan Manu Chao, Trinix, Julie Zenatti, Metronomy, Babylon Circus, Zenzile, Festival des Vieilles Charrues, Because Music y más de 3.000 artistas utilizan la plataforma.
En 2020, la empresa registró una facturación de 1,6 millones de euros y contaba con 15 empleados.

## Historia
El servicio en línea se conocía anteriormente con el nombre de  Yozik registrada por SARL YO, sociedad ubicada en Sainte Florence, Francia, y fundada por Henri Pierre Mousset, también fundador del sello discográfico Yotanka.
Wiseband se presentó como una de las startups musicales francesas más innovadoras en Austin SXSW 2014.
En octubre de 2021, Wiseband participa en el mayor encuentro de la industria musical en Francia: el MaMa Festival.
En febrero de 2022 formó parte del ranking "Champions of Growth 2022" elaborado por les Échos y Statista. Con una tasa de crecimiento del 217,08 % entre 2017 y 2020, ocupando sí el puesto 125 entre los 500 campeones franceses de crecimiento.
En marzo de 2022, fue seleccionada con una docena de startups por Business France para representar la excelencia francesa en el campo digital en la feria de música más grande del mundo: South by Southwest (SXSW).

## Premios
- Premios Vendée Digital - 2013[12]
- Trofeos Pays de Loire Territorio e Innovación - 2012[13]
- Conocido por hacer un vinilo de chocolate para el artista Breakbot (Ed Banger)[14][15]
- Incluido en los 500 campeones del crecimiento francés en 2022[10]
- Seleccionado por Business France para participar en SXSW 2022[16]